# 米哈伊尔·马特科夫斯基
米哈伊尔·阿列克谢耶维奇·马特科夫斯基（俄语：Михаил Алексеевич Матковский；1903年10月14日—1968年）是一名白俄人物、满洲帝国俄罗斯人移民局的成员和俄罗斯法西斯党的创始人。

## 生平
马特科夫斯基于1903年出生在圣彼得堡，他的父亲叫做阿列克谢·马特科夫斯基，是俄罗斯帝国陆军和俄国白军的一名将领。1917年，他加入了圣彼得堡的学生军训团。1918年至1920年间，他就读于鄂木斯克的西伯利亚军校，后在1921年从符拉迪沃斯托克的学生军训团中毕业，并作为志愿兵入伍，担当白军队伍里的一名士官长。1920年6月8日，他的父亲被布尔什维克击杀，他遂与母亲和两个兄弟移居到哈尔滨。1926年至1932年间，他在哈尔滨法政大学进修经济课程。他还曾就读于哈尔滨工业大学，并于1928年毕业。
学业结束后，马特科夫斯基在中国的技术学校中任过教，在建筑工地当过工程师，还当过东清铁路俄罗斯管理部门的负责人。他当时还是满洲帝国俄罗斯人移民局的活跃成员，担任该办事处第三部门（登录部）的主任。
1945年苏联红军占领中国东北，大部分俄罗斯人移民局的工作人员逃离了哈尔滨。马特科夫斯基却留下了来与苏联当局合作，并把日军主要的军事行动传给了苏军。.1946年，他作为证人出席了远东国际军事法庭。同年，他被苏联逮捕，并以开展反苏活动为罪名，被判处有期徒刑25年，后减刑至12年。1958年，马特科夫斯基出狱并获得平反。
获释后，他居住在哈巴罗夫斯克，并继续与克格勃合作。他还在当地的工业和食品办事处找到了一份工作。1964年，他移居到哈巴罗夫斯克边疆区的马戈村，并就职于“Экспортлесе”公司。
马特科夫斯基逝世于1968年，死因是肝细胞癌。

## 家庭
马特科夫斯基有过两次婚姻。他的第一任妻子是阿格里皮娜·格奥尔基耶夫娜·斯米尔诺娃，两人于1930年结婚，并育有一女，名叫塔季扬娜（1930年出生）。
1959年，他从女儿那里得知妻子已经逝世，便与第二任妻子卓娅·基里洛夫娜结婚，两人共育有一儿一女：儿子叫弗拉基米尔，女儿叫纳塔利娅。